# 卡爾金冰川
卡爾金冰川（英語：Calkin Glacier），是南極洲的冰川，位於維多利亞地，流經庫克里山，最終注入泰勒冰川終點，由英國探險隊命名，美國地質調查局根據測量和該國海軍的空中照片繪入地圖，現時由南極條約體系管理。